# Автошлях Т 1628
Автошля́х Т 1628 — автомобільний шлях територіального значення в Одеській області. Проходить територією Ізмаїльського та Білгород-Дністровського районів через Вилкове — Спаське. Загальна довжина — 44,7 км.
Стан автошляху незадовільний, більша частина непридатна для автотранспорту. У кінці травня 2017 року завершено реконструкцію автошляху

## Маршрут
Автошлях проходить через такі населені пункти:
| Автошлях Т 1628              |        |
| Одеська область              |        |
| Ізмаїльський район           |        |
| Вилкове                      | Т 1607 |
| Приморське                   |        |
| Десантне                     |        |
| Білгород-Дністровський район |        |
| Струмок                      | Т 1630 |
| Спаське                      | E87М15 |